# Distretto di Ancahuasi
Il distretto di Ancahuasi è un distretto della provincia di Anta, in Perù.